# Papuasoniscus golovatchi
Papuasoniscus golovatchi is een pissebed uit de familie Platyarthridae. De wetenschappelijke naam van de soort is voor het eerst geldig gepubliceerd in 1988 door Dalens.